# Jiří Kaufman
Jiří Kaufman (Pardubice, 28 novembre 1979) è un calciatore ceco, centrocampista del Bohemians 1905.

## Palmarès

### Club

#### Competizioni nazionali
- Campionato tedesco di seconda divisione: 1

Hannover 96: 2001-2002